# Czajków (gmina)
Czajków (do 1953 gmina Kuźnica Grabowska) – gmina wiejska w województwie wielkopolskim, w powiecie ostrzeszowskim. W latach 1982–1998 gmina położona była w województwie kaliskim.
Siedziba gminy to Czajków.
Według danych z 1 stycznia 2018 gmina liczyła 2504 osoby.

## Historia
Gmina Czajków powstała 21 września 1953 po przemianowaniu gminy Kuźnica Grabowska na gminę Czajków. Gmina została zniesiona 29 września 1954 wraz z reformą wprowadzającą gromady w miejsce dotychczasowych gmin.
Kolejna reforma administracyjna w 1973 roku nie przywróciła gminy Czajków; przywrócono jednak chwilowo gminę Kuźnica Grabowska. Gmina Czajków została reaktywowana dopiero 1 października 1982 roku a jej obszar wyodrębniono z gminy Grabów nad Prosną.

## Struktura powierzchni
Według danych z roku 2002 gmina Czajków ma obszar 70,77 km², w tym:
- użytki rolne: 51%
- użytki leśne: 42%

Gmina stanowi 9,16% powierzchni powiatu.

## Demografia

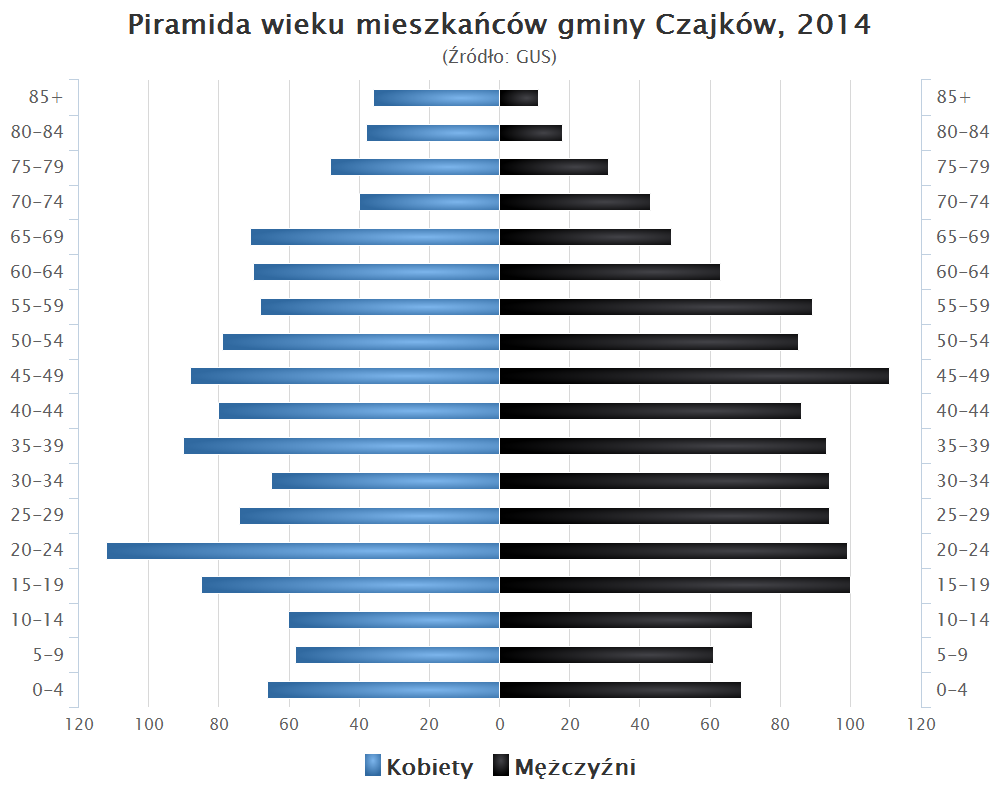
Piramida wieku mieszkańców gminy Czajków w 2014 roku

Dane z 30 czerwca 2004:
| Opis                              | Ogółem | Ogółem | Kobiety | Kobiety | Mężczyźni | Mężczyźni |
| --------------------------------- | ------ | ------ | ------- | ------- | --------- | --------- |
| Jednostka                         | osób   | %      | osób    | %       | osób      | %         |
| Populacja                         | 2614   | 100    | 1292    | 49,4    | 1322      | 50,6      |
| Gęstość zaludnienia [mieszk./km²] | 36,9   | 36,9   | 18,3    | 18,3    | 18,7      | 18,7      |

## Sąsiednie gminy
Brąszewice, Brzeziny, Galewice, Grabów nad Prosną, Klonowa, Kraszewice